# LVM3
LVM3 (Launch Vehicle Mark-3) は、インド宇宙研究機関 (ISRO) が開発した静止衛星打上げ用のロケットである。大型衛星の静止軌道投入において他国への依存から脱却するために開発された。当初は GSLV-MkIII (Geosynchronous Satellite Launch Vehicle Mark III) の名称で呼ばれていた。

## 概要
LVM3は、技術的にはGSLV-MkI及びIIの後継機であるが、派生型ではなく全てを新たに開発したロケットである。静止トランスファ軌道 (GTO) へ4,000 kg、低軌道 (LEO) へ8,000kgの打上能力を持つ。
LVM3の初打ち上げは、2014年4月に上段を使用しない弾道飛行試験として将来の有人カプセルの再突入試験を行う予定とされていたが、その後弾道試験が2014年末、軌道飛行は2016年に予定が再設定された。
2014年12月18日、サティシュ・ダワン宇宙センターから初打上げを行い、弾道飛行試験に成功した。
衛星軌道への打ち上げはそれから更に延期されて2017年6月5日に行われ、初成功した。
2019年7月22日、インド初の月面着陸を目指す月探査機チャンドラヤーン2号を搭載しサティシュ・ダワン宇宙センターより打ち上げられ、これに成功した。

## 詳細

### 固体ロケットブースター
LVM3に使用される固体ロケットブースターとしては、207トンの推進薬を充填したS200が2基使用される。S200は直径3.2m、全長25mで、燃焼時間は130秒間、離床時に2基で合計9,316kNの推力を生み出す。2014年時点で、世界で4番目に大きな固体ロケットブースターとなっている。

### コア・ステージ
第2段（コア・ステージ）には、直径4mで110トンの液体推進剤を搭載する、再着火可能なL110液体燃料ロケットが使用される。L110はインド製としては初のクラスター設計の液体燃料ロケットエンジンで、2基で1,598kNの推力増強型の2基のヴィカースエンジンを使用する。推力増強型のヴィカースエンジンは再生冷却を採用し、積載重量と比推力を従来のロケットよりも高めている。L110は、これまでISROで開発されたエンジンを搭載した、最も大型の液体燃料ロケットである。

### 上段
3段目となる上段には、25トンの液体酸素と液体水素を搭載する極低温液体ロケットエンジンCE-20を備えたC25が使用される。C25は直径4m、全長8.2mで、推力20トン（186 kN）の性能を持つ。

### フェアリング
ペイロードフェアリングは直径5mの複合材製で、ペイロードを収納する部分の容積は110m3である。

### 打上シーケンス
LVM3は、固体ロケットブースターS200に点火して上昇し、第2段（コア・ステージ）L110は打上から120秒後に空中点火する。S200は153秒後に分離され、以後はL110のみで上昇を続ける（S200の分離時間は試験機のケース）。

## 開発

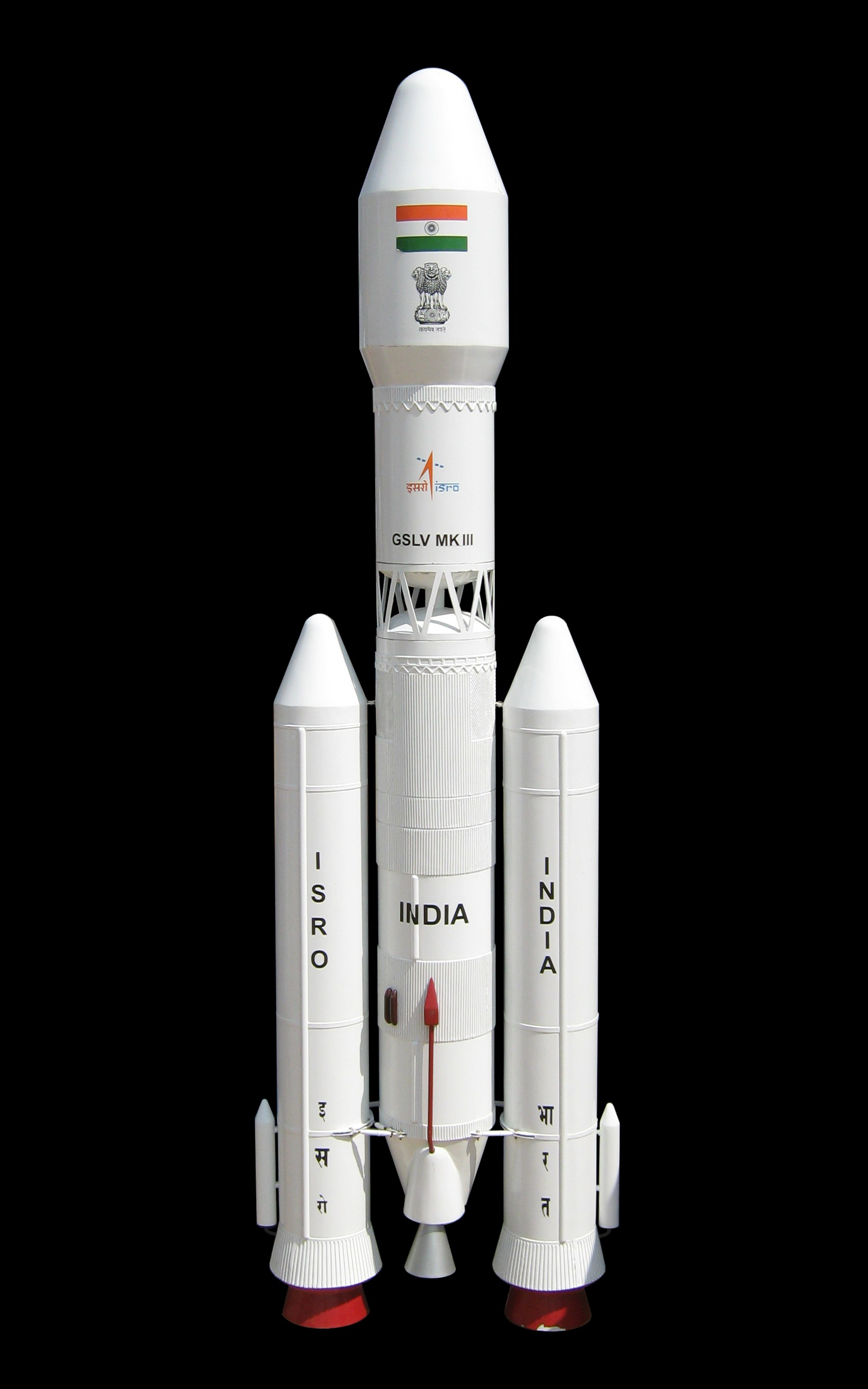
初期型のLVM3 (GSLV-MkIII)

2007年に風洞実験が完了し、ロケットの空力弾性試験を開始した。ロケットの仕様の更新が完了した。
S200固体燃料補助ロケットの試験は2010年1月に成功した。2010年9月には、マヘンドラギリの液体推進システムセンターの試験施設でL110の地上試験を行い、200秒の燃焼試験に成功した。500近い項目が試験中に監視され、収集された初期のデータは所期の性能を示した。

## 打ち上げ記録
| 飛行 | 日付           | 時間 (UTC) | 仕様 | 射場               | 結果 | ペイロード                               | 備考                                                                                |
| ---- | -------------- | ---------- | ---- | ------------------ | ---- | ---------------------------------------- | ----------------------------------------------------------------------------------- |
| X    | 2014年12月18日 | 04:00      | LVM3 | サティシュ・ダワン | 成功 | CARE (有人宇宙船カプセル試験機) 3,775 kg | 弾道飛行試験。上段のC25には燃料搭載せず。                                           |
| D1   | 2017年6月5日   | 11:58      | LVM3 | サティシュ・ダワン | 成功 | GSAT-19 3,136 kg                         | 初めて上段に実用の冷却ステージを搭載した衛星軌道打ち上げ試験。                      |
| D2   | 2018年11月14日 | 11:38      | LVM3 | サティシュ・ダワン | 成功 | GSAT-29 3,423 kg                         | 第2回軌道投入試験。コアステージにクラスタ化された推力増強型ヴィカースエンジンを使用 |
| M1   | 2019年7月22日  | 09:13      | LVM3 | サティシュ・ダワン | 成功 | チャンドラヤーン2号                      | 初の任務打ち上げ。                                                                  |
| M2   | 2022年10月22日 | 18:37      | LVM3 | サティシュ・ダワン | 成功 | ワンウェブ衛星36基                       | 初の商用打ち上げ。                                                                  |
| M3   | 2023年3月26日  | 03:30      | LVM3 | サティシュ・ダワン | 成功 | ワンウェブ衛星36基                       |                                                                                     |
| M4   | 2023年7月14日  | 09:05      | LVM3 | サティシュ・ダワン | 成功 | チャンドラヤーン3号                      |                                                                                     |

## 同規模のロケット
- アンガラ A3 (開発中)
- アトラス V
- デルタ IV
- ファルコン9
- H-IIA
- 長征3号
- タイタン IIIE